# Prunella albanica
Prunella albanica és una espècie de planta herbàcia de la família de les lamiàcies endèmica d'Albània. Es fa en prats de la terra baixa i estatge montà inferior de clima mediterrani. Fou descrita l'any 1965 per Antal Pénzes.
És un hemicriptòfit perenne, rizomatós, de tiges hirsutes, no ramificades, erectes i secció quadrada. Les fulles són peciolades, ovades, de base subcordada lleugerament obtusa-crenada. El pecíol suaument hirsut (amb pilositat erecte) amb tricomes de 2–3 mm de llargada. El marge del limbe es densament ciliat mentre que l'anvers i el revers és lleugerament hirsut. Les fulles properes a la inflorescència són amplament orbiculades i d'àpex atenuat, també hirsutes i ciliades arreu. La inflorescència té forma d'espiga, la qual pot estar adherida a l'últim verticil de fulles o no. El calze d'11 mm de llargada per 4,5 mm d'amplada. Els llavis superiors del calze són extremadament bilabiats, amb les dents inferiors triangulars, d'àpex subulat amb un banda un poc ciliada. Espècie molt semblant a la prunel·la vulgar, encara que P. albanica es pot diferenciar per tenir un limbe foliar més crenat, bases subcordades, pecíols hirsuts i el calze més llarg.